# Stazione di Sparanise
Stazione di Sparanise vasútállomás Olaszországban, Sparanise településen.

## Vasútvonalak
Az állomást az alábbi vasútvonalak érintik:
- Róma–Cassino–Nápoly-vasútvonal
- Sparanise-Gaeta-vasútvonal

## Kapcsolódó állomások
A vasútállomáshoz az alábbi állomások vannak a legközelebb:
- Stazione di Teano
- Stazione di Pignataro Maggiore